# René Obermann

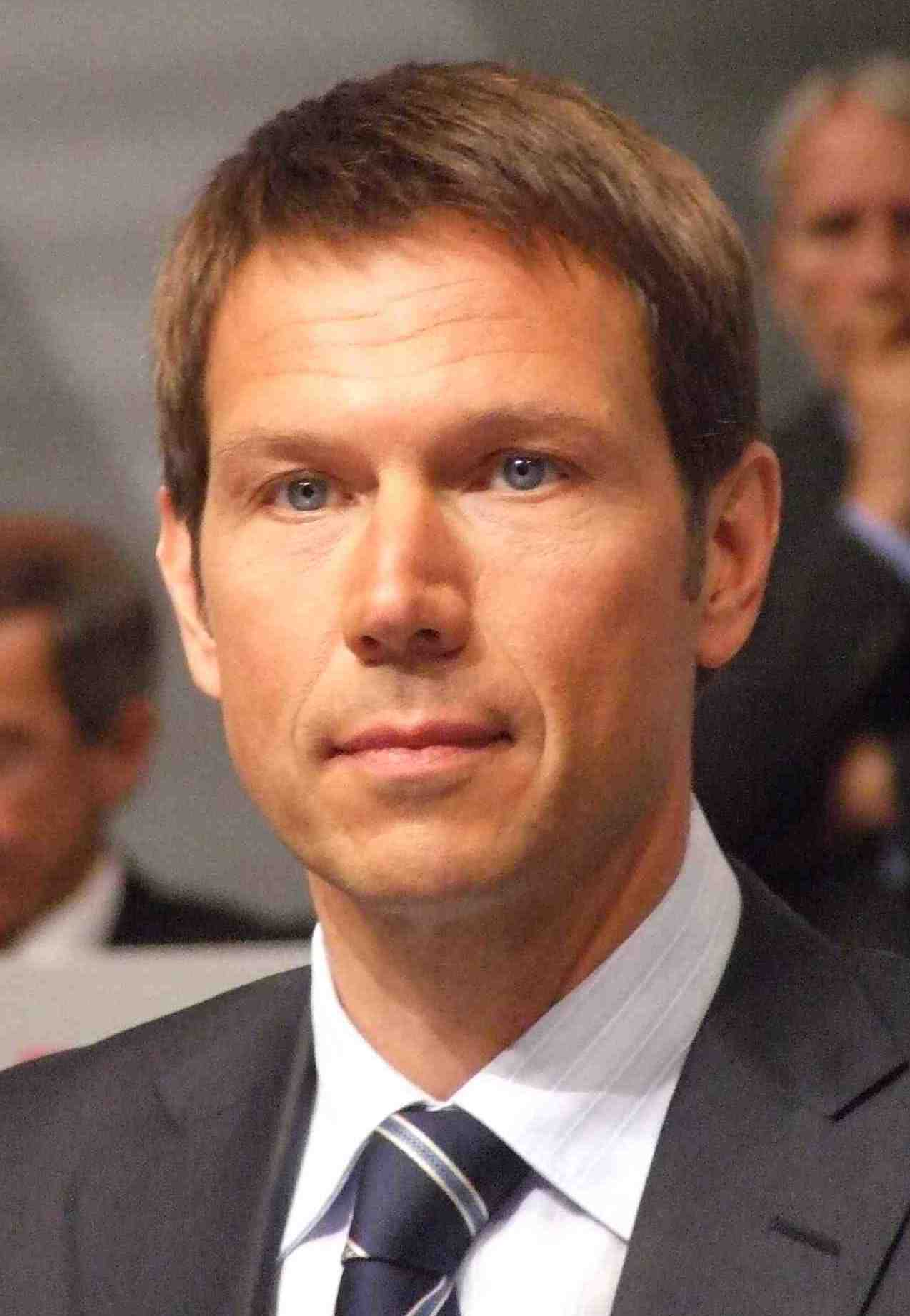
René Obermann (2007)

René Richard Obermann (* 5. März 1963 in Düsseldorf) ist ein deutscher Manager. Von 2006 bis 2013 war er Vorstandsvorsitzender der Deutschen Telekom. Mittlerweile ist er Managing Director und Chairman Europa bei Warburg Pincus und Chairman of the Board of Directors bei Airbus.

## Beruflicher Werdegang
Obermann wuchs in Krefeld auf. Nach dem Abitur am Arndt-Gymnasium in Krefeld 1982 leistete er seinen Wehrdienst bei der Bundeswehr bis 1984. Danach absolvierte er bei BMW in München eine Berufsausbildung zum Industriekaufmann. Anschließend begann er 1986 ein Studium der Volkswirtschaftslehre an der Westfälischen Wilhelms-Universität in Münster.
Zur gleichen Zeit gründete er das Handelsunternehmen ABC Rufsysteme (später „The Phone House Telecom GmbH“), später in ABC Telekom umbenannt, mit Sitz in Münster. Obermann brach sein Studium nach dem vierten Semester ab, da sich sein Unternehmen immer besser entwickelte. 1991 fusionierte ABC Telekom, nach Erlangung des Status eines Mobilfunkanbieters für das deutsche D-Netz, mit der Hutchison Whampoa Ltd. zur Hutchison Mobilfunk GmbH. Obermann war dort von 1991 bis 1994 Geschäftsführender Gesellschafter und danach bis 1998 Vorsitzender der Geschäftsführung.
Nach dem Verkauf seiner Anteile an Hutchison Mobilfunk wechselte Obermann 1998 als Geschäftsführer Vertrieb zur T-Mobile Deutschland GmbH. Dort war er von April 2000 bis März 2002 Vorsitzender der Geschäftsführung. Ab Juni 2001 war er zunächst Vorstand European Operations and Group Synergies, seit November 2002 Vorstandsmitglied der Muttergesellschaft Deutsche Telekom AG und seit Dezember 2002 Vorstandsvorsitzender der T-Mobile International AG & Co. KG. Obermann übernahm die letzten beiden Positionen von Kai-Uwe Ricke, der zum Vorstandsvorsitzenden der Deutschen Telekom AG berufen wurde.

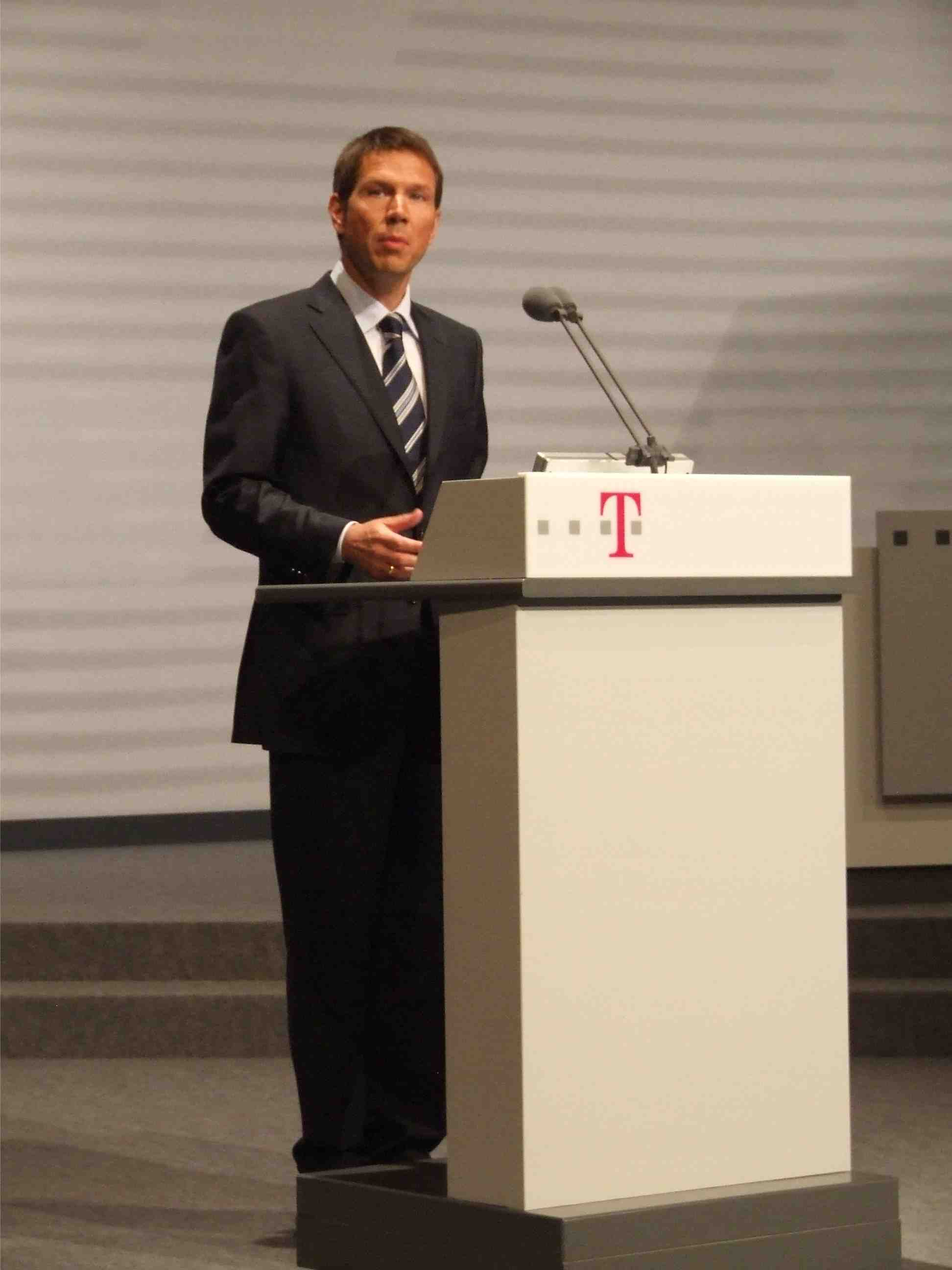
Rede auf der Telekom-Hauptversammlung 2007

Nach dessen Rücktritt am 12. November 2006 bestellte der Aufsichtsrat der Deutschen Telekom ihn mit Wirkung zum 13. November 2006 zum neuen Vorstandsvorsitzenden. Intern galt Obermann lange Zeit als Protegé von Ricke, dem er seit Mitte der 90er Jahre aus ihrer gemeinsamen Zeit beim damaligen Verband der Anbieter von Telekommunikationsdiensten (VAT), aus dem der Verband der Anbieter von Telekommunikations- und Mehrwertdiensten (VATM) hervorging, freundschaftlich verbunden ist. Der Finanzinvestor Blackstone (Anteil 11/2006: 4,5 Prozent) und der Bund (Anteil 11/2006: 28 Prozent) drängten auf eine Ablösung von Ricke, dem schlechte Ergebnisse und Passivität angesichts des Verlustes von Kunden vorgeworfen wurden. Während sich anfangs noch Telekom-Aufsichtsratschef Klaus Zumwinkel gegen eine Entlassung von Ricke sträubte, gab er schließlich den Forderungen des amerikanischen Minderheitsaktionärs nach. Obermann wie Ricke haben nach Ansicht verschiedener Wirtschaftsmagazine dieselbe Strategie verfolgt, demzufolge gab es für eine Einsetzung Obermanns keine sachliche Notwendigkeit. Beispiele für die Arbeitsergebnisse aus seiner Zeit v. a. als Vorstandsvorsitzender sind die exklusive Vertriebspartnerschaft für das iPhone Ende 2007 und die spätere Einführung in weiteren europäischen Ländern, die Marktführerschaft in Deutschland, der Merger von Orange und T-Mobile in UK zu Everything Everywhere oder der Merger zwischen Metro PCS und T-Mobile US mit anschließendem Börsengang. Seit Anfang 2012 nahm Obermann im Konzern die Funktion des Innovationsvorstandes selbst wahr. „Er ist ein Kapitalist aus dem Bilderbuch“, schrieb die Wirtschaftswoche Ende der 1980er Jahre. Obermanns Spitzname lautet seitdem „Bulldozer“ (auch „Dobermann“ ist verbreitet). Von Februar 2007 bis November 2013 war Obermann Mitglied des Bitkom-Präsidiums. René Obermann wurde 2011 in den Senat der Fraunhofer-Gesellschaft gewählt.
Obermann gab seinen Posten als Vorstandsvorsitzender bei der Deutschen Telekom zum 31. Dezember 2013 auf und wechselte zum niederländischen Kabelnetzbetreiber Ziggo. Er wollte „näher an den Maschinenraum“ und dort wieder eine operativere Rolle einnehmen. Nachdem im Januar 2014 bekannt geworden war, dass Ziggo vom Medienkonzern Liberty Global übernommen werden soll, kündigte Obermann an, seinen Chefposten wieder räumen zu wollen. Neuer Vorstandsvorsitzender bei der Deutschen Telekom wurde der Finanzvorstand Timotheus Höttges.
Nach seinem Ausscheiden bei Ziggo Ende 2014 trat Obermann im Jahr 2015 als Partner und Managing Director in das amerikanische Private-Equity-Unternehmen Warburg Pincus ein und ist dort seit 2024 Chairman Europa. 2016 gründete Obermann mit Digital-Größen wie Oliver Samwer, Ralph Dommermuth und Robert Gentz die Stiftung Internet Economy Foundation (IE.F). Ziele dieser Stiftung für die Förderung der Digitalwirtschaft in Deutschland sind unter anderem der Ausbau der digitalen Infrastruktur, Netzneutralität, steuerliche Anreize für Venture Capitals und ein modernes Wettbewerbsrecht. Von 2011 bis 2016 war René Obermann Mitglied im Aufsichtsrat der E.ON, von 2014 bis 2016 der Spotify Technology von 2015 bis 2017 der CompuGroup Medical.  und von 2013 bis 2018 der ThyssenKrupp. Seit 2017 ist er Mitglied im Aufsichtsrat der Allianz Deutschland, Vorsitzender des Aufsichtsrats der 1&1 Internet und seit April 2018 Mitglied des Board of Directors von Airbus, seit April 2020 Vorsitzender des Verwaltungsrats.

## Privatleben

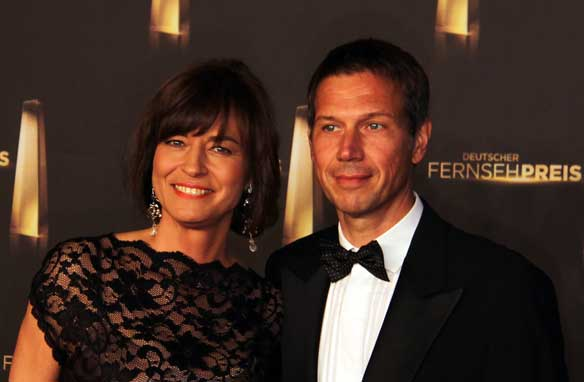
Obermann und Maybrit Illner, 2012

Obermann trennte sich 2007 von seiner ersten Ehefrau. Mit ihr war er 15 Jahre verheiratet, sie haben zwei Töchter. Er ist seit 2010 mit der Fernsehmoderatorin Maybrit Illner verheiratet.
Seit 2006 ist er Kuratoriumsmitglied der Bürgerstiftung Rheinviertel.

## Auszeichnungen
- 2004: Zukunftspreis der CDU NRW
- 2011: Goldene Viktoria für Integration
- 2012: Ben-Gurion Leadership Award (Beer Sheva University, Israel)
- 2012: Heinrich-Heine-Wirtschaftsprofessur (Heinrich-Heine-Universität Düsseldorf)
- 2013: Offizier der Ehrenlegion[31]

## Schriften
- Jørgen Elmeskov, Assar Lindbeck, René Obermann: Creating employment. In: Session Handouts, Global Economic Symposium 2008 (GES). Kiel Institute for the World Economy (IfW), Kiel 2008 (econstor.eu [abgerufen am 31. Januar 2024]).